# Лили Иванова – Золотая коллекция Ретро
„Лили Иванова. Золотая коллекция Ретро“ е компилация от 2005 година на певицата Лили Иванова, издадена в Русия. Компилацията се състои от общо 19 песни – 16 от тях на български и 3 на руски език. Издател е „Бомба Мьюзик“, като песните са взети от фонда на „Мелодия“ – единствен издател в някогашния СССР. Записана е на компактдиск под каталожен номер BoMB 033-183. Песните „Бенк-бенк“, „Осень и море“, „Пусть говорят“, „Ты мне песню подари“, „Ты“, както и рускоезичния вариант на песни с № 2 и 3, не са издавани в България, а в СССР; всички останали са издавани на грамофонни плочи от „Балкантон“ през годините, като № 2 и 3 са издавани с български вариант: № 2 е озаглавена „Когато първи път те срещнах“, а № 3 – „Една любов“ – и двете поместени в двойния албум на Лили Иванова „Моят град“ от 1979 г. Песните в компилацията са записани в периода 1966 – 1980 г.

## Песни
| №  | Заглавие                                                                | Автор(и)                                                                          | Време | Година на запис |
| -- | ----------------------------------------------------------------------- | --------------------------------------------------------------------------------- | ----- | --------------- |
| 1  | „Хризантемы“ (Хризантеми)                                               | музика: Митко Щерев, текст: Иля Велчев, аранжимент: Митко Щерев                   | 4:40  | 1976            |
| 2  | „Забудь обратную дорогу“ (Забрави обратния път), на руски език          | музика: Асен Гаргов, текст: Иля Резник                                            | 3:26  | 1980            |
| 3  | „Одна любовь“ (Една любов), на руски език                               | музика: Лили Иванова, текст: Иля Резник                                           | 3:01  | 1980            |
| 4  | „Ты мне песню подари“ (Ти ми подари песен), на руски език               | музика: Анатолий Калварски, текст: Иля Резник                                     | 3:36  | 1980            |
| 5  | „Две думы о нас“ (Две думи от нас), дует с Асен Гаргов                  | музика: Александър Йосифов, текст: Димитър Точев, аранжимент: Константин Драгнев  | 2:58  | 1978            |
| 6  | „Трудный танец“ (Трудният танц)                                         | музика: Иван Пеев, текст: Милчо Спасов, аранжимент: Иван Пеев                     | 2:04  | 1969            |
| 7  | „Без радио не могу“ (Без радио не мога)                                 | музика: Георги Костов, текст: Милчо Спасов, аранжимент: Иван Пеев                 | 2:15  | 1968            |
| 8  | „Ты“ (Ти)                                                               | музика: В. Веселовски, текст: Б. Миланов, аранжимент: Иван Пеев                   | 3:55  | 1968            |
| 9  | „Беспокойное сердце“ (Неспокойно сърце)                                 | музика: Савио, текст: В. Мирчовски, аранжимент: Иван Пеев                         | 3:00  | 1968            |
| 10 | „Бенк-бенк“                                                             | музика: Сони Боно, текст: В. Мирчовски, аранжимент: Иван Пеев                     | 3:32  | 1968            |
| 11 | „Пусть говорят“ (Нека си говорят)                                       | музика: С. Винвуд, текст: Димитър Андрейчин, аранжимент: Иван Пеев                | 2:48  | 1968            |
| 12 | „Осень и море“ (Есен и море)                                            | музика: Г. Гелебов, текст: Димитър Андрейчин, аранжимент: Иван Пеев               | 4:21  | 1968            |
| 13 | „Приди, любовь“ (Ела, любов), в България е издавана като „Ако изчезнеш“ | музика: Тончо Русев, текст: Надежда Захариева, аранжимент: Асен Гаргов            | 3:31  | 1981            |
| 14 | „Детство“                                                               | музика: Тончо Русев, текст: Дамян Дамянов, аранжимент: Митко Щерев                | 3:19  | 1973            |
| 15 | „Доброго пути“ (На добър път)                                           | музика: Тончо Русев, текст: Дамян Дамянов, аранжимент: Тончо Русев и Тенко Славов | 3:33  | 1976            |
| 16 | „Твоё колдовство“ (Твоята магия)                                        | музика: Тончо Русев, текст: Надежда Захариева, аранжимент: Мишо Ваклинов          | 3:11  | 1977            |
| 17 | „Выдумка“ (Измислица)                                                   | музика: Тончо Русев, текст: Илия Бурджев, аранжимент: Тончо Русев                 | 3:21  | 1976            |
| 18 | „День“ (Ден)                                                            | музика: Тончо Русев, текст: Дамян Дамянов, аранжимент: Митко Щерев                | 3:09  | 1973            |
| 19 | „Море молодости“ (Море на младостта)                                    | музика: Йосиф Цанков, текст: Димитър Василев, аранжимент: Николай Арабаджиев      | 4:12  | 1966            |